# Казанецкая, Мария
Мария Йоланта Казанецкая-Гурецкая (пол. Maria Jolanta Kazanecka-Górecka; род. 29 августа 1955, г. Познань, ПНР) — польская гребчиха на байдарках. Она выиграла бронзовую медаль на чемпионате мира по гребле на байдарках и каноэ в Белграде (Б-2 500 м).
Казанецкая также заняла шестое место (Б-2 500 м) в Монреале в 1976 году. Её муж, Казимеж Гурецкий (1954-77), также занимался профессионально спортом, греблей на байдарках, в 1970-х годах.